# 소닉 스타리그
소닉 스타리그(Sonic Star League)는 2010년 11월 시작된 인터넷 방송 스타크래프트 리그였다. 한국e스포츠협회가 스타1으로 진행되던 프로리그의 종목을 스타2로 변경했고, 온게임넷 역시 스타리그를 스타2로 진행함에 따라 공식적인 스타1 리그는 끝나게 되자 본격적인 사람들의 관심을 받게 되었다. 하지만 2015년 9월 22일 소닉이 직접 글을 올리며 회사 사정으로 차기 소닉 스타리그의 개최가 잠정 중단될것이라고 밝혔다.

## 1~4차 리그
- 1차리그
  - 일시 : 2010년 11월 23일~28일
  - 우승 이예준, 준우승 진웅
- 2차리그
  - 일시 : 2010년 12월 24일~31일
  - 우승 김범성, 준우승 진웅
- 3차리그
  - 일시 : 2011년 2월 17일~26일
  - 우승 손경훈, 준우승 송호영
- 4차리그
  - 일시 : 2011년 5월 11일~21일
  - 우승 김재현 준우승 김태영

## 5차 소닉 스타리그
- 기간 : 2011년 7월 29일 ~ 2011년 8월 20일
- 상금 규모 : 총 115만원

### 결승전 결과
- 우승 : 김지현
- 준우승 : 김범성

## 6차 소닉 스타리그
- 기간 : 2012년 2월 24일 ~ 2012년 3월 17일
- 상금 규모 : 총 260만원

### 결승전 결과
- 우승 : 하늘
- 준우승 : 구성훈
- 3위 : 박지호

## 투 넘버 플러스 소닉 스타리그
- 이벤트전
- 6차 소닉 스타리그와 7차 소닉 스타리그 사이에 치러짐.

## 7차 소닉 스타리그
제7차 소닉 스타리그 결승전은 2012년 11월 17일 건국대학교 새천년관에서 치러질 예정이었지만 블리자드의 라이센스 문제 제기로 일정이 취소되었다가 국내 스타크래프트 리그 중에서는 이례적으로 블리자드 사장인 마이클 모하임의 배려로 스타리그를 진행할 수 있게 되었고, 이번 소닉 스타리그부터 블리자드의 라이센스를 획득한 공식 대회가 되었다. 하지만 이 과정으로 인해 결승전 일정은 2012년 12월 1일(토)로 3주 늦춰지게 되었다. 장소는 건국대학교 새천년관이다.

### 특이 사항
- 결승전 날짜 및 장소 : 2012년 12월 1일 오후 7시. 건국대학교 새천년관
- 결승 대전: 박준오 vs 임홍규 - 7판 4선승제
- 3,4위전 대진 : 박지호 vs 하늘 - 3판 2선승제
- 관람객 경품추첨 : 컴퓨터 본체 1명, 24인치 LED 모니터 2명, 신발팜 상품권 10명, 상품권 10명
- 리그 상금 : 1등 400만원, 2등 200만원, 3등 100만원, 4등 50만원

### 결승전 결과
- 우승 : 박준오
- 준우승 : 임홍규
- 3위 : 하늘
- 4위 : 박지호

### 그외 결승전 참가자
- 해설 : 김태형(스타리그 해설 , 현 LoL해설), BJ소닉 (소닉 스타리그 주최자)
- 초대가수 : 박지헌(전 V.O.S) , 앤화이트(신인 걸그룹)
- 무대인사 : 박완규
- 스타걸 : 이미정(레이싱 모델), 최은애(스타걸) 및 아프리카 게임 관련 유명 BJ 및 게임 관계자들이 대거 참여 예정

## 아이템베이 8차 소닉 스타리그

### 특이 사항
- 공식 후원사 : 아이템베이
- 소닉 스타리그 최초로 트위치TV를 통해 전 세계로 생중계.
- 재능기부 형태로 온게임넷 해설자인 김태형, 이승원 해설이 참여.
- 2013년 2월 23일 저녁 7시 8차 소닉 스타리그 32강 조지명식
  - 조지명식 장소 : 서울특별시 중구 신당2동 353-8 호연재빌딩 뮤지컬하우스 B1
- 리그 상금 : 우승 500만원, 준우승 300만원, 3위 200만원, 4위 100만원
  - 16강 진출시 50만원, 8강 진출시 100만원
  - 3,4위전 세트 승리 수당 50만원, 결승전 세트 승리 수당 100만원
- 8강 진출시 차기 리그 시드 획득.
- 아프리카 TV에서 PC와 모바일을 통해 생중계 제공[4]

## 픽스 9차 소닉 스타리그

### 특이 사항
- 공식 후원사 : 픽스
- 온게임넷 해설자인 김태형, 이승원 해설이 참여
- 2014년 1월 4일 저녁 7시 9차 소닉 스타리그 32강 조지명식
  - 조지명식 장소 : 소닉TV 스타리그 오픈스튜디오
- 리그 상금 : 우승 600만원 + 200만원 백화점 상품권, 준우승 300만원 + 100만원 백화점 상품권, 3위 200만원, 4위 100만원
  - 3,4위전 세트 승리 수당 10만원, 결승전 세트 승리 수당 15만원
- 3/15(토) 결승전 개최, 장소는 광운대학교 문화관 대강당

### 경기 대기 BGM
- Paramore - Brick By Boring Brick
- The Killers - When You Were Young

## 스베누 10차 소닉 스타리그

### 특이 사항
- 공식 후원사 : 스베누
- 정소림 캐스터와 김태형, 김정민 해설이 참여
- 2014년 12월 21일 오후 3시 10차 소닉 스타리그 32강 조지명식
  - 조지명식 장소 : 용산 e-스포츠 스타디움
- 소닉 스타리그 최초로 온게임넷에 중계 방송
- 결승전 초대 가수 : 아이유

## 스베누 11차 소닉 스타리그 시즌2
- 공식 후원사 : 스베누
- 이전 리그와 동일하게, 정소림 캐스터와 김태형, 김정민 해설이 참여
- 2015년 3월 14일, 15일 : 아마추어 온라인 예선 128강 ~ 결승 진행[5]
- 10차 리그와 동일하게 온게임넷에서 중계 방송
- 소닉스타리그 규모가 커지면서, 챌린지 데이와 듀얼 토너먼트를 진행하게 되었다.
- 결승전 초대 가수 : AOA

### 챌린지 데이
- 기존 스타리그의 챌린지 리그와 같은 개념으로, 듀얼 토너먼트에 진출할 선수를 선발하는 리그이다.
- 일정 : 2015년 5월 17일

#### 특이 사항
- 염보성이 아마추어 박재현에게 1:2로 패하며 챌린지 데이에서 탈락하였다.

### 듀얼 토너먼트
- 5월 24일 ~ 6월 28일, 매주 일요일 오후 7시에 방송한다. 스타리그에 진출할 선수를 선발하는 리그이다.

#### 특이 사항
- 아마추어 박재현이 박세정, 변형태를 꺾고, 듀얼토너먼트 E조 2위로, 스타리그 진출에 성공하였다.

### 스타리그
7월 1일 ~ 8월 30일에 진행하였다. 방송 요일과 시간은 자주 변경되었다.

#### 특이 사항
픽스 9차 소닉 스타리그 결승전의 리매치(조일장 대 김택용)가 성사되었다.

## 소닉 스타리그 역대 우승자
1. 이예준(Z): BJ 철구형
2. 김범성(Z): BJ 포스네임
3. 손경훈(P): BJ 브레인신
4. 김재현(T): BJ 샤이니
5. 김지현(T): BJ 캔디
6. 하늘(P)
7. 박준오(Z)
8. 박준오(Z)
9. 김택용(P)
10. 최호선(T)
11. 조일장(Z)